# 2024年4月以色列空袭伊朗
2024年4月19日凌晨5時23分當地時間，以色列空襲了多個位於伊朗境內的目標，以回應伊朗4月初發動無人機和導彈攻擊的行為。而這起伊朗攻擊本身是對以色列早前空襲一處伊朗駐敘利亞領事館的報復，造成16人死亡。這次空襲發生在伊朗城市卡賈瓦斯坦附近，靠近伊斯法罕的一個大城市。 該城市毗鄰伊斯法罕沙希德貝赫什蒂國際機場和陸軍空軍第8歇卡里基地。此外，至少有8個航班受到影響被迫改道。 伊朗國家電視台報導，該地區的以色列無人機已被伊朗防空部隊擊落。
伊朗媒體和社交媒體平台報告，在伊朗維護有核設施、無人機製造設施和主要空軍基地的伊斯法罕附近發生爆炸。在發現可疑航空物體後，伊朗各省的防空系統被啟動。 伊朗國家電視台稱，正在該地區飛行的以色列無人機被伊朗航空防衛部隊攔截並擊落。3名伊朗官員告訴紐約時報，伊斯法罕附近的一座空軍基地遭到打擊。美國官員確認，一枚來自以色列的導彈命中伊朗目標。但沒有報告說伊朗的核設施受到影響。
據報導，至少8架航班從該地區改道。伊朗國營媒體還聲稱，正在該地區飛行的以色列無人機被伊朗航空防衛部隊攔截和擊落。伊朗國營媒體宣布全國暫停所有的航班，但該限制於當天上午解除。關於攻擊的範圍和影響的細節仍不清楚。 一名伊朗官員告訴路透社，爆炸是由於伊朗啟動防空系統所致，並補充說沒有針對伊朗的導彈攻擊。

## 背景

### 中東局勢升級
伊朗支持的武装组织哈马斯于2023年10月7日在以色列南部发动袭击，造成 1,200 人死亡，並綁架至少 253 名其他以色列和國際公民。 作為回應，以色列入侵加沙地带
10月7日之后，伊朗支持的代理人真主党开始从黎巴嫩袭击以色列北部。自战争爆发后，真主党和以色列之间发生了超过4,400起暴力事件，约有10万以色列人从以色列北部撤离。
伊朗支持的胡塞運動向以色列發射了數十架無人機和彈道導彈，並在紅海襲擊船隻，嚴重限制了蘇伊士運河的貿易流通。

### 伊斯蘭革命衛隊軍官在大馬士革被殺
2024年4月1日，伊朗駐敘利亞大馬士革大使館附近的伊朗領事館附屬建築遭到以色列空襲襲擊，造成包括準將在內的16 人死亡伊斯蘭革命衛隊 的聖城軍指揮官穆罕默德-禮薩·扎赫迪將軍和其他7名伊斯蘭革命衛隊軍官，以及其他6名屬於真主黨和其他伊朗的武裝分子有聯繫的民兵，襲擊發生後不久，伊朗發誓要報復。 有報導稱這是空襲的潛在動機，《耶路撒冷郵報》據報道，該建築位於伊朗外交大院內，毗鄰使館主樓。

### 2024年伊朗對以色列的襲擊
2024年4月13日，伊朗军队的一个分支伊斯兰革命卫队（IRGC）与伊拉克人民动员組織合作、黎巴嫩组织真主党和也门的胡塞武装使用无人机、巡航导弹和弹道导弹对以色列发动攻击。 伊朗称，此次行动是为了报复两周前伊斯兰革命卫队使用以色列空袭伊朗驻大马士革领事馆以及其附属建筑。这次行动是以哈战争延伸的一部分，标志着伊朗自其代理冲突开始以来首次直接攻击以色列。
伊朗的攻擊引起了聯合國、幾位世界領導人和政治分析人士的批評。他們警告稱，這些攻擊有升級為全面地區戰爭的風險。 近日來，伊朗加強了威脅力度，承諾將對以色列的任何攻擊事件進行強烈報復。此外，於2024年4月18日，伊朗表示，如果其核設施受到攻擊，它可能會加快其核子計畫。

## 襲擊地區

### 伊朗
伊朗媒體和社群媒體平台的報導表明，伊斯法罕附近發生爆炸，該省以核設施、主要空軍基地和無人機製造設施而聞名。伊朗國營伊斯蘭共和國通訊社報告說，伊斯法罕謝卡里空軍基地的防空系統已啟動， 這裡駐紮著伊朗的美國製造F-14雄貓式戰鬥機，這些飛機是在1979年伊朗革命之前購買的。此外，在發現不明空中物體後，多個省份啟動了防空系統。
伊朗伊斯蘭通訊社報道稱，其記者在全國範圍內沒有觀察到任何重大損壞或爆炸，伊朗任何核設施也沒有記錄到任何騷亂。然而，《纽约时报》引述伊朗消息人士称，伊斯法罕省军事基地的S-300防空系统被以色列摧毁。
三名伊朗官員告訴紐約時報這次襲擊襲擊了空軍基地。 美國官員隨後表示，一枚來自以色列的飛彈襲擊了伊朗。

### 可能的相關襲擊

#### 敘利亞
敘利亞人權觀察組織報告稱，以色列對敘利亞南部蘇韋達省和德拉省的敘利亞陸軍雷達陣地進行了空襲。 敘利亞國防部在一份聲明中證實了這起攻擊，稱以色列使用飛彈進行了攻擊，目標是南部地區的防空設施，造成物質損失。

#### 伊拉克
據報道，巴格達省和巴比倫省早上也發生爆炸。 埃爾比勒和摩蘇爾聽到戰鬥機的聲音。 在巴格達以南發現了以色列AIM-7麻雀飛彈的助推器，這表明以色列飛機已在伊拉克領空內向伊朗發射了飛彈。

## 後果
伊朗隨後宣布暫停德黑蘭以及該國西部和中部地區的商業航班。 據報道，在德黑蘭伊瑪目何梅尼國際機場，擴音器向乘客通報了情況。 據伊朗當局稱，正常航班運營隨後恢復。 幾架客機將飛機改道遠離伊朗領空。
伊朗媒體報道稱，沒有發生人員傷亡或財產損失。伊朗半官方通訊社塔斯尼姆通訊社發布了一段伊斯法罕核設施的視頻，影片中沒有顯示任何損壞或遭到襲擊的跡象。國際原子能總署證實伊朗核設施沒有受到損害。

## 反應
以色列國防軍告訴CNN，他們“目前沒有任何評論”。
一位美國高級官員證實，以色列已經進行了一次打擊行動，並表示事先以色列向美國通報了此次行動。不過美国對这场袭击拒绝评论。
一位伊朗官員告訴路透社，爆炸是由於伊朗防空系統被啟動所導致,並補充說伊朗沒有遭受導彈攻擊。
以色列國家安全部長稱這次攻擊是「軟弱的」或「蹩腳的」，BBC記者法蘭克·加德納將這次襲擊稱為“有限的、幾乎是象征性的”。
鑑於安全局勢可能迅速惡化，澳洲建議其公民離開以色列和巴勒斯坦被佔領土，美國也因為類似原因限制其使館人員前往大城市地區。
多国呼吁各方保持克制，避免事态升级。联合国秘书长古特雷斯要求各方“停止中东报复的危险循环”。

### 伊朗
伊朗的国有媒体淡化了以色列发动的袭击，多数国有媒体对事件的报道中没有提及以色列。伊朗官员表示，没有计划对以色列进行报复。伊朗外交部长阿卜杜拉希扬表示，襲擊伊朗的微型飞行器没有造成任何经济损失和人员伤亡，不過他警告以色列不要再做出冒险行为。一位匿名消息人士向CNN表示，两国间的直接打击已经结束。

## 分析
根據《耶路撒冷邮報》的一项分析，这次袭击的目标靠近核设施具有策略意义，旨在传达一个明确的信息：以色列有能力攻击更关键的目标，但目前选择了克制。这种有限度報復的做法，展现了以色列捍卫利益的决心，同时也向伊朗释放了采取更严厉行动的信号，从而在不引发更广泛冲突的情况下维持了威慑力量的平衡。
英国广播公司指出，这次经过精準计算的袭击针对与伊朗之前袭击以色列有关的军事目标，展示了以色列国防军的實力。
《国土报》认为，这次袭击微不足道、反应缓慢，反映出内塔尼亚胡缺乏对伊朗和加沙的战略，这只是为了分散人们对以色列一哈马斯战争以及解救哈马斯人质的关注。
《纽约时报》认为，这次有限的打击的规模小于预期，伊朗官员对此并沒有大惊小怪，甚至没有归咎于以色列，但仍留下了误判的空间。另一篇文章分析称，以色列对纳坦兹核设施附近的伊朗防空系统进行了袭击，使用了能够躲避伊朗雷达系统的高科技导弹，此举「旨在让伊朗在对以色列发动另一次直接攻击之前三思而行」。《华尔街日报》也指出，虽然有效阻止了中东局勢的直接升级，但以色列和伊朗之间根本的緊張关系仍在，新形势下兩國的红线也存在不确定性。